# Ansje Beentjes
Anna Maria (Ansje) Beentjes (Alkmaar, 14 april 1950) is een Nederlands actrice.

## Levensloop
Beentjes volgde de toneelschool in Amsterdam en speelde diverse rollen in Nederlandse speelfilms, waaronder de hoofdrol in de debuutfilm van regisseur Ate de Jong, Blindgangers. Hierna speelde ze een aantal jaren bij Toneelgroep Centrum en ook had ze een gastrol in een soapserie. Tevens werkte ze mee aan diverse hoorspelen.
Na haar carrière als actrice besloot ze het theater te verlaten en studeerde ze in 1985 cum laude af als psycholoog. In de jaren negentig was ze nog af en toe te zien in series op televisie.

## Rollen
- De loteling - speelfilm - Katrien (1973)
- Kamer 17 - televisieserie - Vera (1974)
- Adelbert - speelfilm - De Vrouw (1977)
- Alle dagen feest - speelfilm (1976)
- Blindgangers - speelfilm - Danielle (1977)
- Dubbelleven - dramaserie (1978)
- Goede tijden, slechte tijden - soapserie - Viola Bezemer (1991)
- Een galerij - televisieserie (1994)
- Coverstory - televisieserie - Winnie (1995)
- Onderweg naar Morgen - televisieserie - Hannah de Zeeuw (1997)

- Bibliothèque nationale de France: cb16217383k (data)
- International Standard Name Identifier: 0000 0000 9984 7885
- Library of Congress Control Number: no2024081064
- Système universitaire de documentation: 24233668X
- Virtual International Authority File: 148276029